# Рудневский, Алексей Максимович
Алексе́й Макси́мович Рудне́вский — российский дирижёр, профессор Московской государственной консерватории им. П. И. Чайковского, художественный руководитель и дирижёр Хора Московской консерватории, художественный руководитель и дирижёр хора «Кастальский», почётный профессор Классического университета Центрального Китая.

## Биография
В 1980 году окончил Московское хоровое училище (художественный руководитель А. В. Свешников). В 1985 году — Московскую государственную консерваторию (класс профессора С. С. Калинина). В 1996 году — аспирантуру Московской государственной консерватории (руководитель — профессор Б. Г. Тевлин).
В 1987—2004 годах — хормейстер и дирижёр Государственного московского хора (ныне Государственный академический Московский областной хор имени А. Д. Кожевникова), с которым подготовил ряд программ отечественной и зарубежной музыки, в том числе концерты, посвященные С. В. Смоленскому, Н. М. Данилину, П. Г. Чеснокову, Н. С. Голованову и другим.
С 1998 года — помощник регента Подворья Свято-Троицкой Сергиевой Лавры в Москве.
В 2004 году Алексей Рудневский основал Московский мужской камерный хор «Кастальский». Коллектив объединяет профессиональных певцов-единомышленников с большим опытом клиросного пения.
С 2009 года А. М. Рудневский возглавляет жюри конкурса-фестиваля детских и юношеских хоров «Кирилл и Мефодий».
С апреля 2017 года — почётный профессор Классического университета Центрального Китая.
Член Попечительского совета «Русской капеллы» (г. Глазго, Шотландия).
С 2013 по 2017 год возглавлял жюри Конкурса хоров им. С. Казачкова.
С сентября 2018 года художественный руководитель и дирижёр Хора Московской консерватории.
С 2018 года возглавляет жюри Международного хорового конкурса имени М. Г. Климова

## Дискография
- Александр Кастальский. Братское поминовение. Редакция для хора, солистов и органа / Исполн.: Хоровая капелла «Ярославия», Московский мужской камерный хор «Кастальский», Любовь Шишханова (орган) — «MAXclassic & Company» [2007 год]
- Акафист святой блаженной Матроне Московской[8] — Издательство Московской Патриархии Русской Православной Церкви [2010 год]
- Юрий Буцко. Полифонический концерт — ООО «Культурный центр „Русский дом — Ярославль“» [2011 год]
- Акафист Святителю Николаю Чудотворцу[9] — Издательство Московской Патриархии Русской Православной Церкви [2012 год]
- Акафист святым благоверным князю Петру и княгине Февронии[10] — Издательство Московской Патриархии Русской Православной Церкви [2012 год]
- Роман Леденёв. Canticles (Песнопения)[11] — Московская государственная консерватория им. П. И. Чайковского [2013 год]